# Die strengsten Eltern der Welt
Die strengsten Eltern der Welt ist eine Doku-Soap, die von 2009 bis 2012 von Kabel eins, 2013 von Sat.1 und 2014 wieder auf Kabel eins ausgestrahlt wurde. Unter dem Titel Erziehung extrem: Die strengsten Eltern der Welt Spezial werden alte Folgen neu zusammengeschnitten und auf Sat.1 Gold ausgestrahlt.

## Konzept
In der Sendung werden Jugendliche dargestellt, die in ihren Familien und Schulen durch Rücksichts- und Respektlosigkeit, oft ergänzt durch exzessiven Alkohol- und/oder Drogenkonsum und Gewalttätigkeit aufgefallen sind, meistens ein Junge und ein Mädchen pro Sendung. Sie werden für etwa zwei Wochen in eine ihnen völlig unbekannte Umgebung in ein fremdes Land geschickt, in der sie sich in einem neuen Umfeld vor allem sozial bewähren und ihren Mitmenschen Respekt entgegenbringen sollen. Sie müssen meist unter eher unkomfortablen Bedingungen leben und Arbeiten verrichten, die ihnen unangenehm sind. Oft spielt Landwirtschaft und die Pflicht, für die Ernährung der Gemeinschaft mitwirken zu müssen, eine Rolle. Die Jugendlichen sind bei Reiseantritt ahnungslos – sie glauben, auf eine gewöhnliche Ferien- bzw. Partyreise geschickt zu werden. Die neue Familie spricht in der Regel nicht Deutsch, und da die Jugendlichen selten über gute Englischkenntnisse verfügen bzw. die jeweilige Landessprache sprechen, müssen sie meist mittels Übersetzer mit den Gasteltern kommunizieren. Die Jugendlichen sind zuerst überrascht bzw. entsetzt über ihren neuen Aufenthaltsort und die ihnen dort auferlegten Regeln. In der ersten Woche gibt es eine Bestrafung, weil zumindest einer die Arbeit verweigert oder das Rauchverbot übertritt. In der Mitte des Aufenthalts erfolgt ein psychischer Tiefpunkt, darauf ein Umdenken und die Erkenntnis, sich ändern zu müssen. Danach erfolgen Kooperation mit der Gastfamilie und das Lernen sozialen Umgangs. Zum Schluss der Sendung kehren die Jugendlichen geläutert zu ihren Eltern nach Deutschland zurück und wollen ein besseres Leben führen.

## Andere Länder
Das Original-Konzept der Sendung stammt von der britischen Produktionsfirma TwentyTwenty Television, die die Sendung ursprünglich für die BBC herstellte. Unter dem Namen „The World’s Strictest Parents“ lief die Sendung außer auf BBC auch in den USA auf dem Kanal CMT und auf Channel Seven in Australien in auf die beiden Länder zugeschnittenen, eigenen Versionen. Das Format läuft auch in Dänemark (unter dem Titel „Verdens strengeste forældre“) auf dem dänischen Kanal TV3 und in Polen (Titel: „Surowi Rodzice“) auf dem polnischen Kanal TVN.

## Kritik
Das Hamburger Abendblatt kritisiert die Sendung in einem Artikel vom 2. März 2009, Jugendliche würden hier spekulativ als Negativ-Beispiele vorgeführt, wo fachkundige Pädagogik angebracht gewesen wäre. Die Teilnehmer würden völlig unvorbereitet in ein Desaster geschickt.
2012 kritisierte die Kommission für Jugendmedienschutz (KJM) das Sendungsformat scharf; dem Zuschauer werde bei Die strengsten Eltern der Welt der Eindruck vermittelt, eine Verhaltensänderung bei Jugendlichen könne durch Strenge und im Rahmen einer Fernsehsendung erreicht werden.

## Staffeln

### Staffel 1 (2009)
| Episode | Jugendliche                      | Familie                                              |    | Episode                     | Jugendliche                          | Familie |
| 1       | Sarah und Thomas                 | Hutterer-Familie Waldner in Kanada                   | 8  | Dustin und Jeffrey          | Familie Tejada in Peru               |         |
| 2       | Fabian und Julia                 | Familie Nicolaus in Namibia                          | 9  | Anna und Michael            | Familie Urbanski in Südafrika        |         |
| 3       | Kay und Nicole                   | Familie Brunner in der Schweiz                       | 10 | Wiederholung aller Familien | [ 3 ]                                |         |
| 4       | Michael und Jennifer             | Familie Urbanski in Südafrika                        | 11 | Lilli und Stanislav         | Familie Fedorenko in Sibirien        |         |
| 5       | Anna und Pisei Stephen und Agnes | Familie Dahl in Montana Familie Friedrich in Marokko | 12 | Yvonne und Michel           | Familie Liebich in Griechenland      |         |
| 6       | Caroline und Vivien              | Familie Akorli in Ghana                              | 13 | Louis and Sarah             | Zirkus-Familie Kramer in Deutschland |         |
| 7       | Jaqueline und Mandy              | Familie Krämer in Patagonien                         | 14 | Justin und Nadine           | Familie Stemmann auf Teneriffa       |         |

### Staffel 2 (2010)
| Episode | Jugendliche        | Familie                                |    | Episode           | Jugendliche                | Familie |
| 1       | Jenny und Dennis   | Familie Tjazerua-Auala in Namibia      | 6  | Michele und Daria | Familie Pokarel in Nepal   |         |
| 2       | Michaela und Tino  | Familie Carloanta in Rumänien          | 7  | Aylin und Markus  | Familie Sairua in Kenia    |         |
| 3       | Dominic und Alicia | Familie Maksymyuk in der Ukraine       | 8  | Soner und Laura   | Familie Ross in Finnland   |         |
| 4       | Robin und Vivien   | Familie Lengenberg in Seattle          | 9  | Shiva und Nico    | Familie Wesseln in Spanien |         |
| 5       | Vivien und Marcel  | Familie Spence-Blackwell in Neuseeland | 10 | Anna und Laura    | Familie Dahl in Montana    |         |

### Staffel 3 (2011)
| Episode | Jugendliche        | Familie                      |    | Episode              | Jugendliche                                | Familie |
| 1       | Jessika und Basti  | Familie Dieme in Senegal     | 7  | Dennis und Michelle  | Familie Muluneh in Äthiopien               |         |
| 2       | Laura und Marlon   | Familie Bishnoi in Indien    | 8  | Dennis und Janet     | Familie Bozjigon in der Mongolei           |         |
| 3       | Antonia und Max    | Familie Machaca in Peru      | 9  | Maurice und Angelina | Familie Pataxó in Brasilien                |         |
| 4       | Dominik und Kalica | Familie Erdal in der Türkei  | 10 | Danny und Jasmin     | Familie Lundberg in Island                 |         |
| 5       | Samer und Dana     | Familie Marika in Australien | 11 | Marta und Fabian     | Familie Botrasoa in Madagaskar             |         |
| 6       | Sascha und Janine  | Familie Miguras in Sibirien  | 12 | Timmy und Anne       | Familie Lopes auf den Kapverdischen Inseln |         |

### Staffel 4 (2012)
| Episode | Jugendliche            | Familie                      |
| ------- | ---------------------- | ---------------------------- |
| 1       | Aileen und Dominique   | Familie Nengah auf Bali      |
| 2       | Sina und Pascale-Kevin | Familie Sosa in Argentinien  |
| 3       | Monique und Timucin    | Familie Gidobat in Tansania  |
| 4       | Florian und Selina     | Familie Waurá in Brasilien   |
| 5       | Angelina und David     | Familie Neskov in Mazedonien |

### Staffel 5 (2013)
| Episode | Jugendliche          | Familie                             |    | Episode               | Jugendliche                    | Familie |
| 1       | Jarvis und Denise    | Mentawai-Indianer in Siberut Island | 9  | Jessica und Marven    | Familie Monferrer in Spanien   |         |
| 2       | Cihan und Jonas      | Saramakaner in Suriname             | 10 | Maurizio und Giuseppe | Familie Codreanu in Rumänien   |         |
| 3       | Chiara und Christian | Familie Maziya in Swasiland         | 11 | Natalie und Jan       | Uiguren Familie Thoti in China |         |
| 4       | Jennifer und Marcel  | Karen in Thailand                   | 12 | Dennis und Christian  | Shipibo-Indianer in Peru       |         |
| 5       | Corinna und Florian  | Familie Tuncer in der Türkei        | 13 | Jaqueline und Selina  | Familie Kambalas in Namibia    |         |
| 6       | Chantal und Daniel   | Familie Wang in China               | 14 | Sabrina und Marc      | Familie Do in Vietnam          |         |
| 7       | Selina und Dennis    | Familie Abases in Namibia           | 15 | Jessica und Raphael   | Familie Nakinge auf Grönland   |         |
| 8       | Calvin und Michaela  | Waorani in Ecuador                  |    |                       |                                |         |

### Staffel 6 (2014)
| Episode | Jugendliche        | Familie                                |
| ------- | ------------------ | -------------------------------------- |
| 1       | Rafaela und Sammy  | Familie Casey in Irland                |
| 2       | Moritz und Dominik | Familie Bakytbek in Kirgisistan        |
| 3       | Chantal und Denis  | Familie Wilcox-Starkweather in Montana |
| 4       | Leo und Dzulija    | Familie Curikova in Lettland           |